# Make You Feel My Love
A Make You Feel My Love, vagy To Make You Feel My Love Bob Dylan amerikai énekes-dalszerző dala, amelyet az 1997 szeptemberében megjelent Time Out of Mind című albumára írt. Kereskedelmi forgalomban először 1997 augusztusában jelent meg Billy Joel Greatest Hits Volume III című válogatásalbumán.
Ez azon kevés dalok egyike, amely a 21. században elérte a „sztenderd” státuszt, mivel több mint 450 különböző előadó feldolgozta már. Ezek közül a legismertebbek Adele, Michael Bolton, Neil Diamond, Boy George, Bryan Ferry, Joan Osborne, Garth Brooks, Kelly Clarkson (Ben Platt-tel), Nick Knowles és Pink változatai.

## Fogadtatás
A Spectrum Culture felvette a dalt a „Bob Dylan 20 legjobb dala a 90-es évekből” című listára. A listát kísérő cikkben John Paul kritikus így jellemezte a dalt:
„Kíséretében egy magányos zongora, kísérteties basszusgitár és egy kissé búgó hangzású orgona játszik kitartott hangokat, a dal hangszerelése nem túlságosan figyelemre méltó, a dal lényege maga Dylan meglepően érzelmes olvasatán és jazz-szerű akkordmenetén alapul.”
Az Ultimate Classic Rock kritikusa, Matthew Wilkening a Make You Feel My Love-ot a hetedik legjobb dalként értékelte, amelyet Dylan 1992 és 2011 között rögzített, és „fáradtságos, strukturált mesterműként” dicsérte.
Egy 2021-es Guardian-cikk felvette a „80 Bob Dylan-dal, amelyet mindenkinek ismernie kell” listájára.

## Közreműködők
- Bob Dylan – zongora, vokál

További zenészek
- Tony Garnier – nagybőgő
- Augie Meyers – orgona

## Feldolgozások

### Billy Joel változata
Billy Joel a Greatest Hits Volume III (1997) című válogatásalbumán adta ki a dal feldolgozását To Make You Feel My Love címmel. A dal az album első kislemezeként jelent meg, és az amerikai Billboard Hot 100-as listáján az 50. helyig jutott. Joel kislemeze egy hónappal megelőzte Dylan dalának eredeti megjelenését.

#### Helyezések
| Lista (1997)                    | Legjobb helyezés |
| ------------------------------- | ---------------- |
| Ausztrália (ARIA)               | 90               |
| Kanada RPM Adult Contemporary   | 29               |
| Hollandia (Single Top 100)      | 99               |
| US Billboard Hot 100            | 50               |
| US Billboard Adult Contemporary | 9                |
| US Billboard Hot Singles Sales  | 53               |

### Majd elválik!-változatok
Garth Brooks 1998-ban To Make You Feel My Love címmel feldolgozta a dalt. A dal az 1998-as Majd elválik! című film soundtrackjén jelent meg, Trisha Yearwood (akit Brooks 2005-ben vett feleségül) feldolgozásával együtt, az első és az utolsó számként. Yearwood verziója volt az egyetlen változat a soundtrack 2007-es újrakiadásán. Elsőként a Fresh Horses bónusz trackjeként került fel a Brooks első Limited Series box set-jére, majd az album minden későbbi kiadásán is szerepelt. Brooks verziója a 41. Grammy-díjátadón A legjobb férfi countryénekes teljesítményért, Bob Dylan pedig A legjobb country dalért kapott jelölést.

#### Helyezések

##### Heti listák
| Lista (1998)                           | Legjobb helyezés |
| -------------------------------------- | ---------------- |
| Kanada Adult Contemporary Tracks (RPM) | 22               |
| Kanada Country Tracks (RPM)            | 7                |
| US Adult Contemporary (Billboard)      | 8                |
| US Hot Country Songs (Billboard)       | 1                |

##### Év végi összesített listák
| Lista (1998)                      | Helyezés |
| --------------------------------- | -------- |
| Kanada Country Dalok (RPM)        | 63       |
| US Adult Contemporary (Billboard) | 22       |
| US Country Songs (Billboard)      | 32       |

### Adele változata
Adele angol énekes-dalszerző 2008-ban vette fel a Make You Feel My Love című dalt a 19 című debütáló stúdióalbumára (2008). Az album negyedik és egyben utolsó kislemezeként jelent meg 2008. október 27-én, CD-n és bakelitlemezen, és eredetileg a 26. helyet érte el.

#### Háttér
A Make You Feel My Love az egyetlen feldolgozás Adele 19 című debütáló albumán; az összes többit vagy ő írta, vagy társszerzője volt. A menedzsere nyomására hallgatta meg a dalt, és nagyon tetszett neki, bár nem akarta, hogy az albumára felkerüljön egy feldolgozás, mert aggódott, hogy ez azt sugallja, hogy képtelen elég saját dalt írni. A zongorán Neil Cowley játszik, a basszusgitárnál pedig Adele-t tüntették fel.

#### A kritikusok értékelései
Alex Fletcher, a Digital Spy munkatársa szerint a feldolgozás kifejezi Adele szeretetét a dal iránt, „csak zongora kíséretében, álmodozó, szenvedélyes énekhangja szabaddá válik”. Dave Simpson, a The Guardian munkatársa szerint Adele „halk előadásmódjával” „a sajátjává” teszi a dalt. 2013 januárjában a Heart Radio a Hall of Fame Top 500-as listáján Adele felvétele minden idők első számú brit dalaként szerepelt.

#### Kereskedelmi teljesítmény
A dal kezdetben csak a 26. helyig jutott, de 2010-ben, két évvel a megjelenése után új életre kelt, miután a The X Factor hetedik szériájában több versenyző is előadta. 2010 szeptemberében, miután Annastasia Baker előadta, újra felkerült az Egyesült Királyság kislemezlistájára, a 24. helyre. A dal a következő hónapban Gamu Nhengu előadása után a 4. helyre ugrott. Egy harmadik X Factor fellépés és a Comic Relief 2010 televíziós műsorában való erőteljes felhasználás után még három egymást követő hetet töltött a top 10-ben. Az újdonsült figyelemnek köszönhetően a "Make You Feel My Love" a 2010-es év 48. legnagyobb példányszámban eladott dala lett. 2011 elején a dal ismét visszatért a top 40-be, a 34. helyre, miután a Britain’s Got Talent ötödik szériájában szerepelt.
A Make You Feel My Love évekig tartó folyamatos eladások után 2017-ben átlépte az egymilliós eladási határt az Egyesült Királyságban.

#### Élő előadások
2015. november 20-án Adele elénekelte a dalt a BBC Adele at the BBC című különkiadásában, amelynek házigazdája Graham Norton talk show műsorvezető volt. A műsor egyik szegmense bejárta a világhálót. Egy átverés során  nyolc Adele-imitátort hívtak meg egy meghallgatásra a wimbledoni színházba egy nem létező műsorhoz. Maga Adele, aki egy „Jenny” nevű dadusnak álcázta magát, szintén Adele-imitátornak adta ki magát, és utolsóként énekelt. Amikor elkezdte énekelni a Make You Feel My Love-ot, a többi előadó végül felismerte őt, és rájöttek, hogy átverték őket.

#### Felhasználása a médiában
Adele verziója szerepel a 2010-es Minden kút Rómába vezet című romantikus vígjáték filmzenéjén. Az ő feldolgozása szerepelt a Fülöp-szigeteki Haijan tájfun károsultjainak javára készített Songs for the Philippines című válogatásalbumon is. 2016. március 22-én, a brüsszeli merényletek napján, a londoni O2 Arénában adott koncertjén Adele a dal előadását a merényletek áldozatainak ajánlotta.

#### A kislemez dalai
Digitális letöltés (1. változat)
1. Make You Feel My Love – 3:32[36]

Digitális letöltés (2. változat)
1. Make You Feel My Love – 3:32
2. Make You Feel My Love (video) – 3:32

CD kislemez
1. Make You Feel My Love – 3:32
2. Painting Pictures – 3:33

19 változat
1. Make You Feel My Love – 3:32

19 Deluxe változat
1. Make You Feel My Love (live at Hotel Cafe) – 3:52

Chimes of Freedom élő változat
1. Make You Feel My Love (recorded live at WXPN) – 4:04

Live at the Royal Albert Hall élő változat
1. Make You Feel My Love (Live) – 3:48

#### Helyezések
| Lista (2008–2021)                     | Legjobb helyezés |
| ------------------------------------- | ---------------- |
| Belgium (Ultratip Flanders)           | 17               |
| Kanada (Hot Canadian Digital Songs)   | 14               |
| European Hot 100 Singles              | 17               |
| Global 200 (Billboard)                | 135              |
| Írország (IRMA)                       | 5                |
| Hollandia (Top 40)                    | 3                |
| Hollandia (Single Top 100)            | 1                |
| Skócia (Scottish Singles Top 40)      | 4                |
| Svédország (Sverigetopplistan)        | 44               |
| Egyesült Királyság (UK Singles Chart) | 4                |
| Egyesült Királyság (UK Indie Chart)   | 1                |
| US Digital Song Sales                 | 11               |

| Lista (2009)               | Helyezés |
| -------------------------- | -------- |
| Hollandia (Dutch Top 40)   | 16       |
| Hollandia (Single Top 100) | 7        |

| Lista (2010)             | Helyezés |
| ------------------------ | -------- |
| Egyesült Királyság (OCC) | 48       |

| Lista (2011)             | Helyezés |
| ------------------------ | -------- |
| Egyesült Királyság (OCC) | 60       |

#### Minősítések
| Régió | Minősítés  | Eladott példányszám |
| --- | ---------- | ------------------- |
| Belgium (BEA) | arany      |                     |
| Brazília (Pro-Música Brasil)                                                                                            | arany      | 30 000‡             |
| Kanada (Music Canada)                                                                                                   | 5× platina | 400 000‡            |
| Dánia (IFPI Denmark) | platina    | 90 000‡             |
| Olaszország (FIMI) | platina    | 50 000‡             |
| Egyesült Királyság (BPI)                                                                                                | 4× platina | 2 400 000‡          |
| Egyesült Államok (RIAA)                                                                                                 | arany      | 500 000*            |
| * Eladási példányszámok kizárólag a minősítés alapján. ‡ Eladási+streaming példányszámok kizárólag a minősítés alapján. |            |                     |

## Fordítás
Ez a szócikk részben vagy egészben  a   Make You Feel My Love című angol Wikipédia-szócikk fordításán alapul.  Az eredeti cikk szerkesztőit annak laptörténete sorolja fel. Ez a jelzés csupán a megfogalmazás eredetét és a szerzői jogokat jelzi, nem szolgál a cikkben szereplő információk forrásmegjelöléseként.